# Изменение наклонения орбиты
Изменение наклонения орбиты искусственного спутника — орбитальный манёвр, целью которого (в общем случае) является перевод спутника на орбиту с другим наклонением. Существуют два вида такого маневра:
1. Изменение наклонения орбиты к экватору. Производится включением ракетного двигателя в восходящем узле орбиты (над экватором). Импульс выдается в направлении, перпендикулярном направлению орбитальной скорости;
2. Изменение положения (долготы) восходящего узла на экваторе. Производится включением ракетного двигателя над полюсом (в случае полярной орбиты). Импульс, как и в предыдущем случае, выдается в направлении, перпендикулярном направлению орбитальной скорости. В результате восходящий узел орбиты смещается вдоль экватора, а наклонение плоскости орбиты к экватору остается неизменным.

Изменение наклонения орбиты — исключительно энергозатратный манёвр. Так, для спутников на низкой орбите (имеющих орбитальную скорость порядка 8 км/с) изменение наклонения орбиты к экватору на 45 градусов потребует приблизительно той же энергии (приращения характеристической скорости), что и для выведения на орбиту — около 8 км/с. Для сравнения можно отметить, что энергетические возможности корабля «Спейс шаттл» позволяют, при полном использовании бортового запаса топлива (около 22 тонн: 8,174 кг горючего и 13,486 кг окислителя в двигателях орбитального маневрирования) изменить значение орбитальной скорости всего на 300 м/с, а наклонение, соответственно (при маневре на низкой круговой орбите) — приблизительно на 2 градуса. По этой причине искусственные спутники выводятся (по возможности) сразу на орбиту с целевым наклонением.
В некоторых случаях, однако, изменение наклонения орбиты все же является неизбежным. Так, при запуске спутников на геостационарную орбиту с высокоширотных космодромов (например, Байконура), поскольку невозможно сразу вывести аппарат на орбиту с наклонением, меньшим, чем широта космодрома, применяется изменение наклонения орбиты. Спутник выводится на низкую опорную орбиту, после которой последовательно формируются несколько промежуточных, более высоких орбит. Требуемые для этого энергетические возможности обеспечиваются разгонным блоком, устанавливаемым на ракету-носитель. Изменение наклонения производится в апогее высокой эллиптической орбиты, так как скорость спутника в этой точке относительно невелика, и манёвр обходится меньшими энергозатратами (по сравнению с аналогичным маневром на низкой круговой орбите).

## Расчёт энергетических затрат на манёвр изменения наклонения орбиты
Расчёт приращения скорости ({\displaystyle \Delta {v_{i}}}), требуемого для осуществления манёвра, выполняется по формуле:
{\displaystyle \Delta {v_{i}}={2\sin({\frac {\Delta {i}}{2}}){\sqrt {1-e^{2}}}\cos(w+f)na \over {(1+e\cos(f))}}}
где:
- {\displaystyle e} — эксцентриситет
- {\displaystyle w} — аргумент перицентра
- {\displaystyle f} — истинная аномалия
- {\displaystyle n} — эпоха
- {\displaystyle a} — большая полуось